# Mickaël Antoine-Curier
Mickaël Antoine-Curier (ur. 5 marca 1983 w Orsay) – gwadelupski piłkarz występujący na pozycji napastnika. Zawodnik klubu SC Eendracht Aalst, do którego jest wypożyczony z Union SG.

## Kariera klubowa
Antoine-Curier jako junior grał między innymi w zespołach Paris Saint-Germain oraz OGC Nice. W 2001 roku trafił do angielskiego klubu Preston North End z Division One. W jego barwach nie rozegrał jednak żadnego spotkania i jeszcze w tym samym roku odszedł do innego zespołu Division One, Nottingham Forest. W 2003 roku był stamtąd wypożyczony do Brentford z Division Two.
W 2003 roku Antoine-Curier odszedł do Oldham Athletic, grającego Division Two. Następnie grał w Kidderminster Harriers (Division Three), Rochdale (Division Three), Sheffield Wednesday (Division Two), Notts County (Division Two) oraz Grimsby Town (Division Two).
W 2004 roku Antoine-Curier został graczem norweskiego zespołu SK Vard Huagesund z 1. divisjon. Spędził tam dwa sezony, a potem odszedł do innego klubu 1. divisjon, FK Haugesund. Tam również występował przez dwa sezony. W 2007 roku przeszedł do szkockiego Hibernianu. W Scottish Premier League zadebiutował 15 września 2007 roku w zremisowanym 1:1 pojedynku z Falkirk. W 2008 roku, od stycznia do kwietnia, grał na wypożyczeniu w Dundee F.C. ze Scottish Division One.
W połowie 2008 roku Antoine-Curier został graczem Dundee. Na sezon 2009/2010 został wypożyczony do Hamilton Academical ze Scottish Premier League. W styczniu 2011 roku podpisał z nim kontrakt. W połowie tego samego roku odszedł do cypryjskiego Ethnikosu Achna, a w 2012 roku przeszedł do malezyjskiego klubu Felda United.

## Kariera reprezentacyjna
W reprezentacji Gwadelupy Antoine-Curier zadebiutował w 2008 roku. W 2009 roku został powołany do kadry na Złoty Puchar CONCACAF. Zagrał na nim w meczach z Panamą (2:1), Meksykiem (0:2) i Kostaryką (1:5), a Gwadelupa zakończyła turniej na ćwierćfinale.